# Andrzej Paszkiewicz
Andrzej Paszkiewicz, również Paskiewicz, Paskowicz (ur. około 1635 prawdopodobnie w Krakowie, zm. 1685 w Lublinie) – polski kompozytor, karmelita bosy.

## Życiorys
Był synem Wawrzyńca Paszkiewicza. W 1652 roku wstąpił do klasztoru karmelitów bosych pod wezwaniem Niepokalanego Poczęcia NMP w Krakowie, w 1653 roku złożył śluby zakonne. Ukończył kurs filozofii chrześcijańskiej w Lublinie (1655) oraz studia teologiczne w klasztorze św. Michała i św. Józefa w Krakowie (1658). W 1658 roku przyjął święcenia kapłańskie, po czym przez pewien czas przebywał w Lublinie. W latach 1660–1670 był wykładowcą teologii w klasztorze św. Michała i św. Józefa w Krakowie. W kolejnych latach przebywał w Lublinie (1670), Wiśniczu (1673) i Czernej (1676–1679). Przed śmiercią pełnił funkcję definitora prowincjalnego w Lublinie.
W archiwum kapituły katedralnej na Wawelu zachował się jeden przypisywany Paszkiewiczowi utwór, 4-głosowy Cantilena de Passione Domini gratiarum o incipicie Tibi laus. Przeznaczony był on przypuszczalnie dla Kapeli Rorantystów. Autorstwa Paszkiewicza może być również 4-głosowe opracowanie części mszalnych Missa de Passione Dni, a Józef Surzyński w archiwum kapituły wawelskiej odnalazł także kilka innych kompozycji, obecnie zaginionych. Henryk Opieński wydał z kopii sporządzonej przez Surzyńskiego Agnus Dei z mszy 4-głosowej, jednak autorstwo tej kompozycji jest wątpliwe.